# Jättemunhaj
Jättemunhaj (Megachasma pelagios, Taylor, Compagno och Struhsaker 1983) är en mycket sent upptäckt pelagisk hajart. Det första kända exemplaret fångades 1976, och arten beskrevs först 1983. Dess vetenskapliga klassificering vållade visst huvudbry, men främst på grundval av genetisk analys anses den vara närmast besläktad med brugden; den gavs dock en egen familj, Megachasmidae.
Sammanlagt ett femtiotal exemplar har upptäckts, antingen strandade eller fångade av fiskare. Ett exemplar som fångades utanför Kalifornien försågs med radiosändare och gav de fåtaliga uppgifter som är kända angående artens beteenden.

## Taxonomi
Jättemunhajen är den enda nu levande arten i släktet Megachasma som är ensam i familjen munhajar (Megachasmidae). Under yngre eocen för 34 till 38 miljoner år levde ytterligare några arter av munhajar.

## Utseende
Jättemunhajen har ett karakteristiskt utseende. Den blir upp till 5,5 meter lång. Liksom brugden och valhajen är den planktonätare som filtrerar havsvatten i jakt på föda. Man misstänker att den har ljusorgan i munnen för att attrahera de småräkor som utgör huvudparten av dess planktonföda. Huvudet är stort och rundat med en kort nos och en enorm mun med ett stort antal mycket små, krokformade tänder. Stjärtfenans övre lob är mycket större än den undre. Gälbågarna är försedda med gälräfständer, inåtriktade fransar för planktonfångst som finns hos de flesta planktonätande fiskar, som sill, valhaj och brugd. Ovansidan är grå med fenorna mörkare, gränsande till svart. Undersidan är vitaktig, med mörka fläckar på underkäken. Kroppen liknar en vanlig hajs, men förefaller mjukare. Arten väger omkring ett ton fullvuxen.

## Vanor och utbredning
Arten lever på djurplankton, speciellt småräkor (krill). Den kan även ta hoppkräftor och små maneter. Hajen följer planktonfödan; under dagen uppehåller den sig på något hundratal meters djup för att sedan under natten stiga upp mot ytan.
De flesta exemplaren har hittats i Stilla havet, utanför Japan, Hawaii och Kalifornien men även vid Filippinerna. Några exemplar är kända från Atlanten (Brasiliens kust och Västafrika).